# Javier González Mocken
Javier González Mocken (Ciudad Juárez, 20 de marzo de 1951-Ciudad Juárez, 6 de agosto de 2024) fue un abogado, académico y político mexicano, miembro del Partido Acción Nacional y  Presidente municipal de Ciudad Juárez entre 2015 y 2016.

## Biografía
Nació en Ciudad Juárez el 20 de marzo de 1951 y es abogado egresado de la Universidad Autónoma de Ciudad Juárez en 1971, institución en la que posteriormente fue profesor entre 1976 y 2010 así como director del Instituto de Ciencias Sociales y Administración (ICSA) entre 1982 y 1990.

### Carrera política
Se afilió al Partido Revolucionario Institucional a mediados de los años 70, hecho que le significó lograr ocupar algunos cargos en dependencias federales a nivel local así como en la presidencia municipal. Durante la administración de César Duarte Jáquez, González Mocken ocupó la subsecretaría de educación, cultura y deporte en la Zona Norte entre 2010 y 2013, cargo al que renunció para buscar ser candidato a diputado en las elecciones estatales de 2013.
Finalmente fue postulado como candidato suplente a la presidencia municipal de Juárez en formula con Enrique Serrano Escobar resultado elegidos para el periodo 2013-2016. Luego de que Serrano fuera postulado como candidato del PRI a la gubernatura de Chihuahua y solicitara licencia, González fue designado presidente municipal interino por el cabildo municipal, tomando protesta el 3 de diciembre de 2015.
En 2018, renunció al PRI para ser postulado como candidato a presidente municipal de la coalición Juntos Haremos Historia conformada por los partidos del Movimiento de Regeneración Nacional, del Trabajo y Encuentro Social resultando vencedor ante el candidato independiente Armando Cabada triunfo que le fue revocado por el Tribunal Estatal Electoral de Chihuahua luego de un recuento en el que se anularon algunos votos que le dieron finalmente el triunfo a Cabada.
En 2021, fue registrado como candidato externo a la presidencia municipal de Ciudad Juárez por el Partido Acción Nacional para las elecciones de ese año. resultando no elegido al perder contra el candidato de Morena, Cruz Pérez Cuéllar. Posteriormente, se integró al gabinete de María Eugenia Campos Galván, fungiendo como secretario de Educación y Deporte, cargo que dejó en enero de 2023, debido a su aparente mal estado de salud.
En abril de 2024, fue designado por el Congreso de Chihuahua como titular de la Comisión Estatal de Derechos Humanos del estado, cargo en el que permaneció hasta su muerte el 6 de agosto de 2024, a los 73 años de edad en Ciudad Juárez, debido a un cáncer que padecía.